# Pterocles indicus
Pterocles indicus là một loài chim trong họ Pteroclidae.